# جنبش آزادی بیان

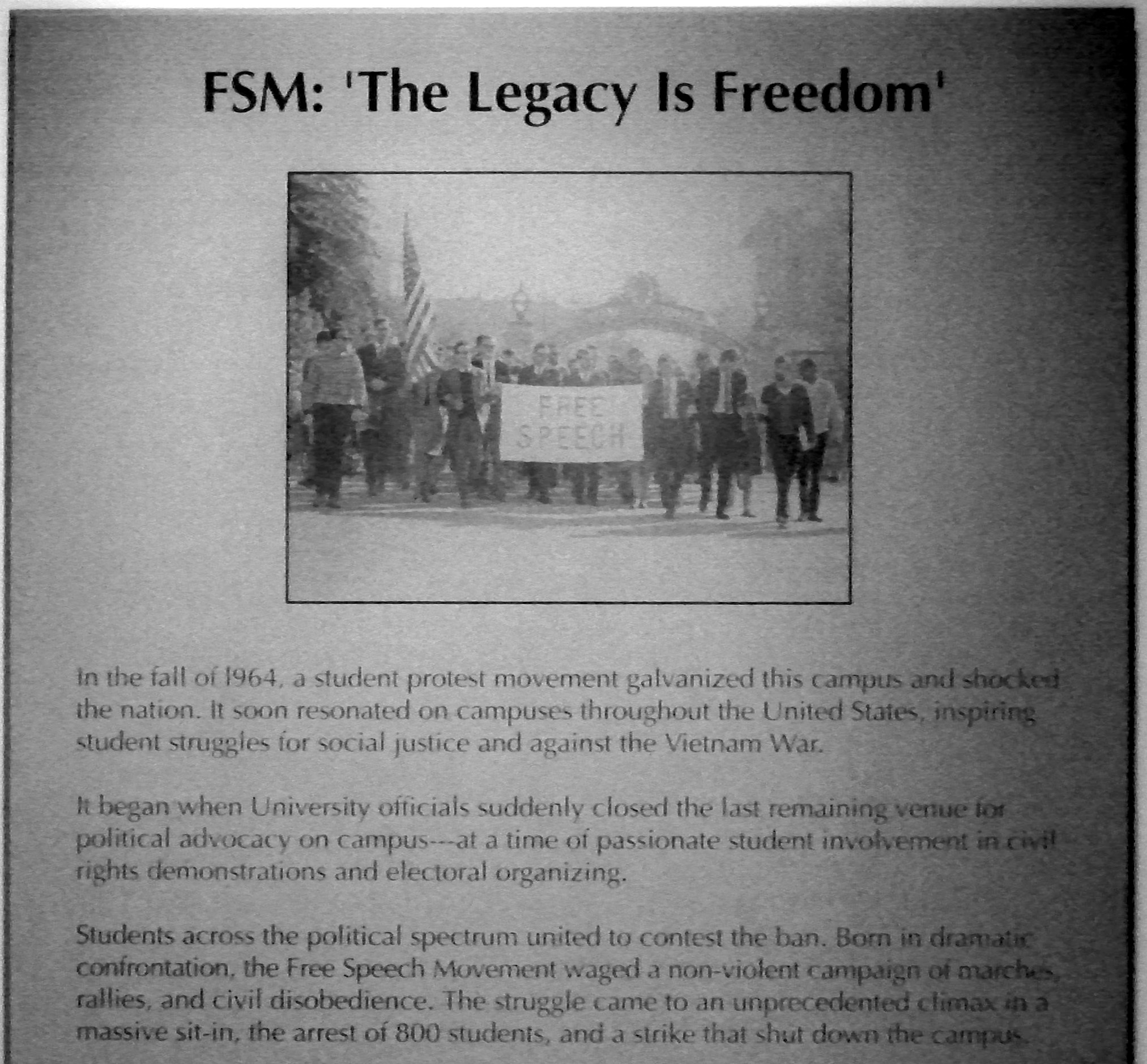
یادبود جنبش آزادانه در دانشگاه کالیفرنیا، برکلی

جنبش آزادی بیان (انگلیسی: Free Speech Movement) یا (FSM) یک جنبش اعتراضی گسترده دانشجویی بود که طی آن دانشجویان برای مدت طولانی در سال تحصیلی ۱۹۶۴–۱۹۶۵در محوطه دانشگاه کالیفرنیا، برکلی اقدام به حرکت اعتراضی می‌کردند. این جنبش غیررسمی تحت سرپرستی مرکزی ساویو ماریو دانشجوی دوره دکترا در دانشگاه برکلی هدایت می‌شد. سایر رهبران دانشجویی عبارت بودند از: جک وینبرگ، مایکل رستمن، جورج بارتون، بران ترنر، بتینا آپتکر، استیو وایسمن، مایکل تیل، هنر گلدبرگ، جکی گلدبرگ و دیگران.
با مشارکت هزاران نفر از دانشجویان، جنبش آزادی بیان اولین اقدام جنجالی نافرمانی مدنی خود را در یک کالج آمریکایی در دهه ۱۹۶۰به اجرا درآوردند. دانشجویان با اصرار به دولت خواستار لغو ممنوعیت فعالیت‌های سیاسی در دانشگاه و حق آزادی بیان برای دانشجویان بودند. این جنبش آزادی بیان تحت تأثیر دیدگاه‌های چپ جدید قرار داشت و فعالیت‌هایشان مرتبط به جنبش حقوق مدنی و جنبش ضد جنگ ویتنام بود. این میراث تا به امروز ادامه یافته، و همچنان به شکل گفت و شنود سیاسی در دانشگاه‌ها و در جامعه گسترش پیدا کرده و بر دیدگاه‌های سیاسی و ارزش‌های دانشجویان کالج و عموم مردم تأثیر می‌گذارد.

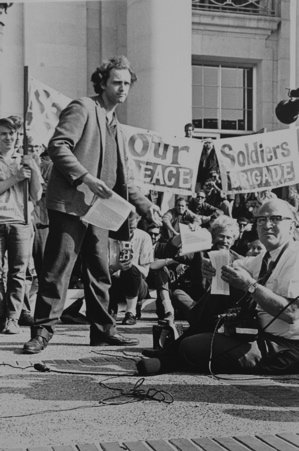
ماریو ساویو در حال سخنرانی در تظاهرات جلوی سالن اسپرول در ۱۹۶۶

## ۱۹۶۴–۱۹۶۵

### پیشینه

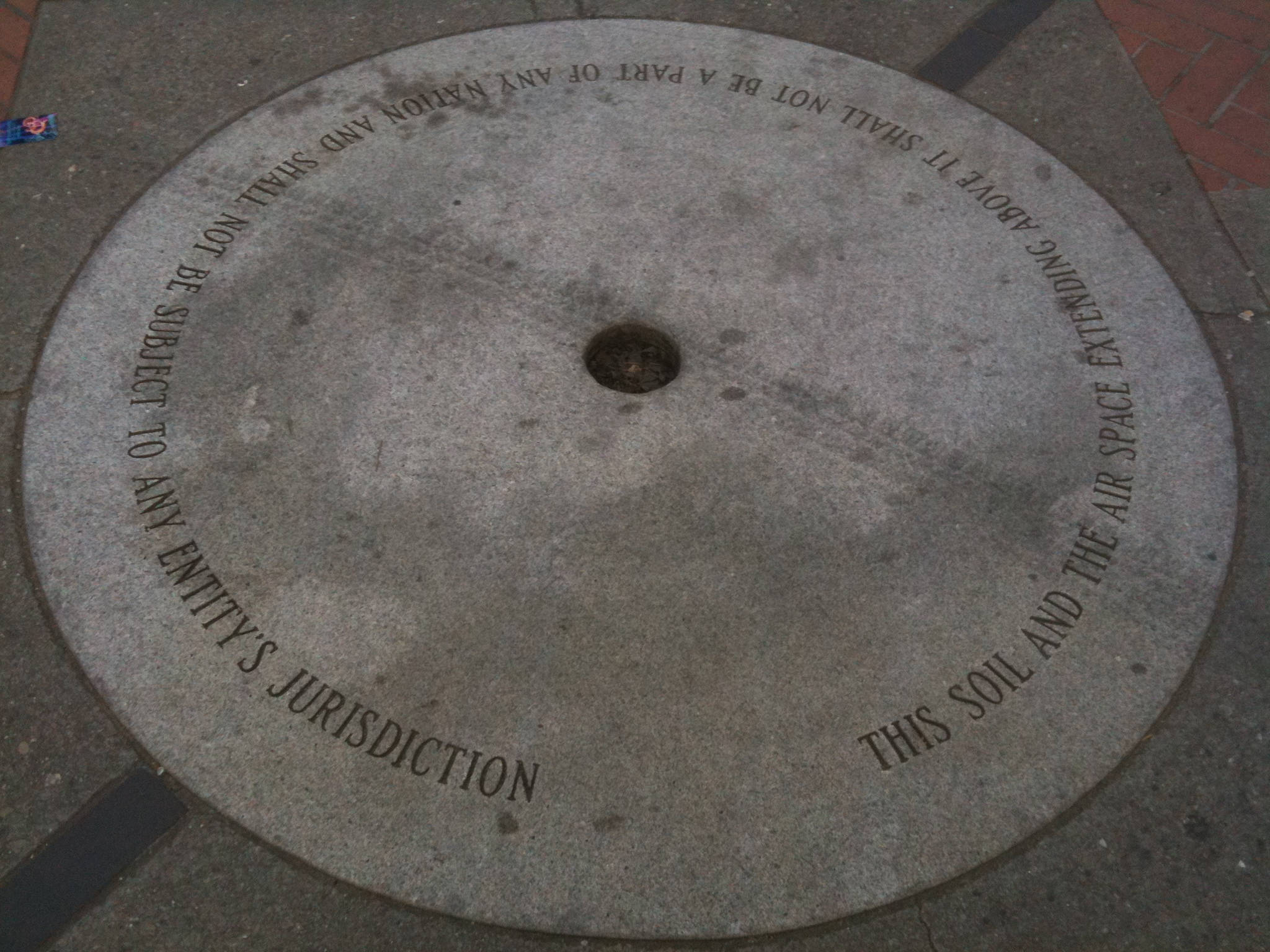
بنای یادبود سخنرانی آزاد «اسپرول پلازا برکلی کالیفرنیا»

در سال ۱۹۵۸، دانشجویان فعال اقدام به سازمان دهی احزاب سیاسی در محیط دانشگاه به نام اسلیت کردند، یعنی با فهرست نامزدهایی که کاندید می‌شدند، اسلیت توسط دانشجویان بنیاد گذاشته شد تا از طریق آن بتوانند به ترویج حقوق گروه‌های دانشجویی پرداخته و از دانشجویان در خارج از محیط دانشگاه نیز حمایت کنند. در پاییز سال ۱۹۶۴، برخی از فعالان دانشجویی، که با فعالان حقوق بشر سفر کرده بودند. در پروژه تابستان آزادی به ثبت نام رای‌دهندگان آمریکایی آفریقایی‌تبار در می‌سی‌سی‌پی پرداختند، در دانشگاه میز کتاب گذاشته و به جمع‌آوری کمک‌های مالی برای موضوعاتی‌که مرتبط با جنبش حقوق مدنی بود پرداختند. اما با توجه به قوانین آن زمان، جمع‌آوری پول برای احزاب سیاسی ممنوع بود و جمع‌آوری کمک مالی منحصراً محدود به باشگاه‌های احزاب دموکرات و حزب جمهوری‌خواه ایالات متحده آمریکا بود. براساس روند قانونی اعضا هیئت علمی و استادان دانشگاه اجباراً باید «سوگند وفاداری» یاد می‌کردند که درگیر موضوعات سیاسی نشده و در صورت تخطی منجر به اخراج ایشان از دانشگاه می‌شد. سول اشترن که یک عضو رادیکال جنبش آزادی بیان بود، در سال ۲۰۱۴اظهار داشت که این سوگند وفاداری برکلی که در ایالات متحده آمریکا ابداع شد میراث سی رایت میلز بود که در جنگ سرد برای برحذر داشتن داشتن دانشجویان و تضعیف انقلاب کوبا راه ا فتاد.
در ۱۴ سپتامبر، ۱۹۶۴، دین کاترین تول مقررات جدید دانشگاه را به این شرح اعلام کرد که هر گونه دفاع از موضوعات سیاسی در محوطه دانشگاه ممنوع است و هرگونه اقدامی برای آوردن نمایندگان و سخنرانان سیاسی خارج از دانشگاه، استخدام کردن اعضای گروه، و جمع‌آوری کمک برای سازمان‌های دانشجویی در تقاطع خیابان‌های بنکرافت و تلگراف، به شدت اجرا می‌شود.

### جک وینبرگ و تحصن در اول اکتبر ۱۹۶۴
دانشجوی سابق جک وینبرگ پشت میز اصلی نشسته بود. او حاضر نشد مشخصات خود را به پلیس پردیس نشان دهد و به همین دلیل دستگیر شد. دانشجویان در یک حرکت خودجوش ماشین پلیس که وی باید با آن منتقل می‌شد، را محاصره کردند. این حرکت اعتراضی، نوعی نافرمانی مدنی بود که به یک جنبش اصولی تبدیل شد. این اعتراضات برای این بود که نشان دهند، اقدام طرف مقابل اشتباه است. ماشین پلیس ۳۲ ساعت در آنجا متوقف ماند، در حالی که وینبرگ درون آن بود. تعداد احتمالی دانشجویان در اطراف ماشین گاه تا ۳۰۰۰ نفر می‌رسید و دانشجویان از این اتومبیل به‌عنوان تریبون سخنرانی استفاده می‌کردند و یک بحث عمومی مستمر در جریان بود که تا زمان رفع اتهامات علیه وینبرگ ادامه داشت. ماریو ساویو در سال ۱۹۶۶ در پله‌های سالن سپرول تظاهرات را رهبری می‌کرد. در تاریخ ۲ دسامبر، بین ۱۵۰۰ تا ۴۰۰۰ دانشجو به عنوان آخرین چاره برای رفع محدودیت آزادی بیان و فعالیت سیاسی در دانشگاه به این سالن رفتند تا مذاکرات را با دولت آغاز کنند. از دیگر شکایت‌های دانشجویان، این واقعیت بود که چهار تن از رهبران آن‌ها برای مجازات جدا شده بودند. تظاهرات منظم بود و دانشجویان به سخنرانی، نمایش فیلم و خواندن آوازهای محلی می‌پرداختند. جان بائز نیز در جمع دانشجویان بود تا در آوازخوانی، و همچنین حمایت اخلاقی، دانشجویان را رهبری کند. «کلاس‌های آزادی» توسط دستیاران در یک طبقه برگزار می‌شد و یک سرویس ویژه چانوکا لابی اصلی برگزار می‌شد. در سالن سپرول، ماریو ساویو سخنرانی مشهوری داشت.